# Никола Жутић (историчар)
Никола Жутић (Госпић, 14. август 1952.) српски је историчар и научни савјетник.

## Образовање
У Госпићу је завршио основну школу и гимназију. На Филозофском факултету у Београду 1974. је уписао историју, а дипломирао је 1979. са темом Парламентарни избори у Краљевини СХС 1918-1929. Магистарске студије уписао је на Филозофском факултету у Београду 1982. године, а магистарски рад под насловом Физичка култура у Краљевини Југославији - идеологија и политика 1929-1935, одбранио је у мају 1987. На истом факултету уписао је докторске студије у јесен 1987. године. Докторску дисертацију Држава и римокатоличка црква у Краљевини Југославији 1918-1935. успјешно је одбранио 1992. године.

## Научни рад и каријера
Бави се истраживањем историје Југославије, с тим што посебну пажњу поклања историји идеологија, односно сучељавањима идеологија грађанског либерализма и римокатолицизма (Ватикана), затим вјерско-националном стварању хрватства, државноправном успостављању Југославије, односу југославенске државе и цркава, питањима културне политике у Краљевини Југославији, историји судства, привредним и другим темама. Бави се недовољно истраженом темом суштине илиризма, илирске националне идеје, везаности илиризма за Србе у раздобљу од 15. до 19. вијека. Рецензирао је бројне књиге (студије, монографије, зборнике радова). Уређивао је научне и стручне часописе. Од 2011. је главни и одговорни уредник Српске слободарске мисли - часописа за друштвене науке, у издању Српске радикалне странке.
Радио је у Архиву Југославије од 1984. (начелник одјељења) и у Институту за савремену историју  од маја 1995. као научни савјетник. Од 1993. до 1995. предавао је као доцент Политичку историју Срба на Правном Факултету друштвених наука Универзитета Никола Тесла у Книну (Република Српска Крајина). Добитник је прве награде Министарства науке Републике Србије (2004. године) за науно стваралаштво за период 2002-2004. У пензији је од августа 2019. године.

## Дјела
Објавио је око 40 студија, монограија, збирки докумената и око 200 чланака, расправа и критика. Неки од значајнијих радова су:
- 27. март 1941. (коаутор са проф. др Бранком Петрановићем), Београд, 1990.
- Соколи - идеологија у физикој култури Краљевине Југославије, Београд, 1991.
- Dimić, Ljubodrag; Žutić, Nikola (1992). Rimokatolički klerikalizam u Kraljevini Jugoslaviji 1918-1941: Prilozi za istoriju. Beograd: Vojnoizdavački i novinski centar.
- Žutić, Nikola (1994). Kraljevina Jugoslavija i Vatikan: Odnos jugoslovenske države i rimske crkve: 1918-1935. Beograd: Arhiv Jugoslavije.
- Жутић, Никола (1997). Римокатоличка црква и хрватство од илирске идеје до великохрватске реализације: 1453-1941. Београд: Институт за савремену историју.
- Žutić, Nikola (2000). Vatikan i Albanci u prvoj polovini XX veka (do 1941). Beograd: Centar savremenu istoriju jugoistočne Evrope.
- Записници са седница Министарског савета Краљевине Југославије 1929-1931, историјат институције, (коаутор с академиком Љубодрагом Димићем и Благојем Исаиловићем), Београд, 2003.
- Авиоиндустрија и ваздухопловство у Краљевини Југослваији 1918-1945, Београд, 2004.
- Срби римокатолици такозван.и Хрвати, Београд, 2006.
- Србија, Југославија и Ватикан 1853-1941, Београд, 2007.
- Либерализам и Срби у првој половини 20. века, из историје грађанског либерализма, Београд, 2007.
- Икарус - Икарбус 1923-1998, Београд, 1998.
- Врховни суд Србије 1846-2006, Београд, 2006.
- Врховни суд Србије основан 1846. године, Београд, 2007.
- Окружни суд у Београду 1840-2007, Београд, 2007.
- Виши суд у Београду, Београд, 2008.
- Нико Бартуловић - римокатолик четник, издање Српске радикалне странке, Београд, 2010.
- Ђуро Виловић - од жупника до четника, Београд, 2011.
- Велика Србија - историографска анализа листова Велика Србија 1888-1926, Београд, 2016.
- Žutić, Nikola (2017). Ideologija i vjerska politika nadbiskupa Stepinca u Jugoslaviji 1934-1946. Beograd: Institut za savremenu istoriju.
- Димић, Љубодраг; Жутић, Никола (2017). Алојзије Степинац: Држава, црква, надбискуп (1934-1941). Београд: Филип Вишњић.
- Жутић, Никола (2017). „Хрватско-шиптарска злоупотреба илирског имена”. Српска слободарска мисао. 18 (102): 3—27.
- Žutić, Nikola (2020). Ilirski zavod svetog Jeronima od srpsko-rimokatoličkog do hrvatskog: 1453-1971. Beograd: Institut za savremenu istoriju.
- Жутић, Никола (2020). Завод Светог Јеронима у Риму од прозелитског института до хрватских пацовских канала (од XV до средине XX века). Београд: Српска радикална странка.
- Жутић, Никола (2021). (Велико)српски посланик 2007-2012: скупштински говори др Николе Жутића. Београд: Велика Србија.
- Жутић, Никола (2021). Мато Топаловић славонски Илир 1812-1862: Мато Топаловић - идеолог илирског (српског) славонства и илирског језичког национализма. Београд: Велика Србија.